# Óscar Washington Tabárez
Óscar Washington Tabárez Silva (Montevideo, 3 de març de 1947) és un exfutbolista uruguaià, docent de professió i actual entrenador de la selecció nacional del seu país. També va dirigir la selecció de futbol de l'Uruguai durant la Copa del Món de Futbol de 1990.
El 2010, com a resultat de la destacada participació de la selecció uruguaiana a la Copa del Món de Sud-àfrica, Tabárez va ser nominat (conjuntament amb altres deu entrenadors) a Entrenador de l'Any de la FIFA i va rebre el premi al millor director tècnic d'aquell any, atorgat per Fox Sports.

## Clubs

### Com a entrenador
- Bella Vista - (1980-1983)
- Selecció de futbol de l'Uruguai Sub-20 - (1983)
- Danubio - (1984)
- Montevideo Wanderers - (1985-1986)
- CA Peñarol - (1987)
- Selecció de futbol de l'Uruguai Sub-20 - (1987)
- Deportivo Cali - (1988)
- Selecció de futbol de l'Uruguai - (1988-1990)
- Boca Juniors - (1991-1993)
- Cagliari Calcio - (1994-1995)
- AC Milan - (1996-1997)
- Reial Oviedo - (1997-1998)
- Cagliari Calcio - (1998-1999)
- Vélez Sársfield - (2001)
- Boca Juniors - (2002)
- Selecció de futbol de l'Uruguai - (2006-actualitat)[3]

## Palmarès

### Com a entrenador
| Títol                       | Club *                     | País      | Any  |
| --------------------------- | -------------------------- | --------- | ---- |
| Panamericà Sub-20           | Selecció Uruguaiana Sub-20 | Uruguai   | 1983 |
| Copa Libertadores           | CA Peñarol                 | Uruguai   | 1987 |
| Supercopa Masters           | Boca Juniors               | Argentina | 1992 |
| Campionat argentí de futbol | Boca Juniors               | Argentina | 1992 |

(*) Incloent la Selecció

### Participacions

#### Copes del Món
| Mundial                        | Equip   | Seu        | Resultat         |
| ------------------------------ | ------- | ---------- | ---------------- |
| Copa del Món de Futbol de 1990 | Uruguai | Itàlia     | Vuitens de final |
| Copa del Món de Futbol de 2010 | Uruguai | Sud-àfrica | Semifinals       |

#### Eliminatòries sud-americanes
| Eliminatòries                     | Equip   | Resultat    |
| --------------------------------- | ------- | ----------- |
| Eliminatòries Sud-americanes 1990 | Uruguai | Classificat |
| Eliminatòries Sud-americanes 2010 | Uruguai | Classificat |

#### Copa Amèrica
| Torneig                     | Equip   | Seu       | Resultat   |
| --------------------------- | ------- | --------- | ---------- |
| Copa Amèrica de futbol 1989 | Uruguai | Brasil    | Subcampió  |
| Copa Amèrica de futbol 2007 | Uruguai | Veneçuela | Quart lloc |
| Copa Amèrica de futbol 2011 | Uruguai | Argentina | Campió     |